# Apodemus sylvaticus hirtensis
Chuột đồng St Kilda (Danh pháp khoa học: Apodemus sylvaticus hirtensis) là một phân loài của loài chuột đồng đuôi dài (Apodemus sylvaticus), đó là loài đặc hữu của quần đảo Scotland là đảo St Kilda cách 40 dặm về phía tây Benbecula trong vùng ngoại Hebrides và 100 dặm (160 km) từ đất liền Scotland. Những con chuột được cho là đã đến đây trên thuyền của người định cư Viking hơn một thiên niên kỷ trước. Nó không nên nhầm lẫn với chuột nhà St Kilda, một phân loài mà bây giờ đã tuyệt chủng.

## Lịch sử
Những con chuột sống sót, kể cả ở những ngôi nhà bị bỏ rơi bởi những người sống ở đảo St Kildans, là những con chuột trong ruổi đã di chuyển vào các ngôi nhà từ những ngọn đồi. Các con chuột ở hải đảo không thể sống sót trong điều kiện khắc nghiệt trong hơn hai năm sau khi quần đảo này bị bỏ lại bởi loài người. Trong khi những con chuột đang được phổ biến rộng rãi trên Hirta, mật độ của chúng được phát hiện rõ nét hơn ở các khu vực làng cũ, nơi có lỗ để vào các căn nhà. Mặc dù hiếm khi được quan sát bởi khách du lịch, những con chuột thực sự là rất phổ biến, và có mặt ở mọi nơi trong môi trường sống, từ bến cảng đến hải đăng. 

## Mô tả
Chúng có đôi mắt màu đen, đôi tai nhỏ, và khá đồng đều về màu sắc, chủ yếu là màu nâu. Nhìn chung, chúng thường nặng gấp đôi chuột nhắt trên đất liền, với khối lượng từ 50 gram (1,8 oz) đến 70 gram (2,5 oz) và đuôi dài hơn. Con chuột có thể đạt được độ dài tối đa khoảng 17 cm (6,7 inch). Sự phát triển một kích thước lớn hơn đã được ghi nhận do sự thiếu hụt các loài săn mồi trong môi trường sống của nó, cho phép những con chuột phát triển lớn hơn để tụ nhiệt và tăng lượng mỡ. 

## Tập tính
Những con chuột có thể sống sót bằng cách ăn ốc sên, côn trùng, rêu và hạt, có thể ăn thịt cừu chết và chim chết, và cũng sẽ dễ dàng ăn thức ăn do khách du lịch thải ra. Con chuột này là một động vật ăn tạp cơ hội. Chế độ ăn uống của nó bao gồm côn trùng, ốc sên, hạt giống, và rêu, cũng như rác rưởi và xác động vật. Các nghiên cứu về lông của chuột đã ghi lại các loài bọ chét Ctenophthalmus nobilis, và Nosopsyllus fasciatus trên chuột cũng như loài Typhloceras poppei. Các nghiên cứu về ruột đã quan sát thấy tuyến trùng giun tròn Tictularia cristata và loài Hymenolepsis diminuta.